# 루이스 멈퍼드
루이스 멈퍼드(영어: Lewis Mumford, 1895년 10월 19일 ~ 1990년 1월 26일)는 미국의 역사학자, 사회학자, 기술철학자이자 문학비평가이다. 스탠퍼드 대학교, 펜실베이니아 대학교 등의 교수를 지냈다.
1895년 미국 롱아일랜드 플러싱에서 태어나 시티 칼리지 오브 뉴욕 및 뉴 스쿨에서 교육받았다. 본래 생물학을 전공했지만 패트릭 게디스의 저서를 읽고 영향을 받아 도시계획 및 지역계획에 관한 체계적 연구를 시작했다. 세계 각지의 도시를 직접 답사한 그의 도시에 대한 사회학적, 생태학적 접근은 그의 저작의 가장 두드러진 특징이다.
현대의 도시계획 및 도시 연구에 그가 기여한 결정적 공헌은 《도시 발달: 와해와 갱신》(City Development, 1945), 《초기로부터》(From the Ground Up, 1956), 《고속도로와 도시》(The Highway and the City, 1963), 《도시의 전망》(The Urban Prospect, 1968)에 주로 실려 있지만, 도시에 관한 그의 중심적 작업은 《도시의 문화》(The Culture of Cities, 1938)와 《역사 속의 도시》(The City in History, 1961)에 들어 있다.

## 경력
문명 사회에서 인간이 존재하는 양식을 주제로 한 저작과 기술론을 주로 한 현대 문명 비평이 많다. 또한 초기의 저서 《허먼 멜빌》은 허먼 멜빌의 연구에 많은 영향을 끼쳤다.

## 저작

### 언역
- 《기계의 신화 2: 권력의 펜타곤》. 번역 김종달. 경북대학교출판부. 2012년 11월. ISBN 9788971803479.
- 《역사 속의 도시》. 번역 김영기. 명보문화사. 2001년 10월.
- 《예술과 기술》. 번역 김문환. 민음사. 1999년 4월. ISBN 9788937424236.
- 《기술과 문명》. 번역 문종만. 책세상. 2013년 8월. ISBN 9788970138497.

## 서훈
- 1975년 명예 대영 제국 훈장 2등급(honorary KBE, 외국인대상 정원외)
- 1986년 미국 국가예술훈장(National Medal of Arts)